# حاجي يوسفلو سفلي
حاجي يوسفلو سفلي هي قرية في مقاطعة ميانة، إيران. عدد سكان هذه القرية هو 59 في سنة 2006.